# Riksdagen 1652
Riksdagen 1652 ägde rum i Stockholm.
Ständerna sammanträdde den 11 oktober 1652. Lantmarskalk var Christer Bonde. Prästeståndets talman var biskop Johannes Canuti Lenaeus. Borgarståndets talman var Nils Nilsson, bondestådets talman var Nils Larsson i Blidsberg.
Riksdagen avslutades den 27 december 1652.